# 적성국교역법

적성국교역법(Trading with the Enemy Act of 1917, TWEA)은 미국이 1917년에 제정한 법률이다.

## 갈이 보기
- 제제를 통한 미국의 적국에 대한 대응법
- 이란, 북한, 시리아 비확산법
- 조선민주주의인민공화국에 대한 제재